# Cantó de Villers-Semeuse
El cantó de Villers-Semeuse és un cantó francès del departament de les Ardenes, situat al districte de Charleville-Mézières. Té 9 municipis i el cap és Villers-Semeuse.

## Municipis
- Charleville-Mézières (part)
- Gernelle
- La Grandville
- Issancourt-et-Rumel
- Lumes
- Saint-Laurent
- Villers-Semeuse
- Ville-sur-Lumes
- Vivier-au-Court

## Història
| Data d'elecció                           | Identitat    | Partit        | Qualitat |
| ---------------------------------------- | ------------ | ------------- | -------- |
| 1982-2008                                | Roger Aubry  | Divers droite |          |
| 2008-                                    | Guy Ferreira | Divers droite |          |
| les dades anteriors no són pas conegudes |              |               |          |
|                                          |              |               |          |

## Demografia
| A partir de 1990: Població sense dobles comptes |